# Brahim Boutayeb
Moulay Brahim Boutayeb (* 15. srpna 1967 Khemisset) je bývalý marocký atlet, běžec na dlouhé tratě, olympijský vítěz v běhu na 10 000 metrů z roku 1988.

## Sportovní kariéra
Na olympiádě v Soulu v roce 1988 se stal nečekaným vítězem v běhu na 10 000 metrů. Jeho čas 27:21,46 byl čtvrtým nejlepším v historii a znamenal rovněž olympijský rekord. V následujících letech se soustředil více na tratě 1 500 a 5 000 metrů. Na MS v atletice v Tokiu v roce 1991 získal bronzovou medaili na pětikilometrové trati. O rok později na olympiádě v Barceloně skončil ve finále běhu na 5 000 metrů na čtvrtém místě.
Poté, co na světovém šampionátu ve Stuttgartu v roce 1993 vypadl v rozběhu na 5 000 metrů, skončil s vrcholovou atletikou a věnoval se kariéře jezdce rallye.